# Nivy (Děpoltovice)
Nivy (německy Spittengrün) jsou vesnice, část obce Děpoltovice v okrese Karlovy Vary v Karlovarském kraji. Nachází se asi tři kilometry jihovýchodně od Děpoltovic. Nivy jsou také název katastrálního území o rozloze 3,16 km².

## Historie
První písemná zmínka o vesnici pochází z roku 1273.

## Obyvatelstvo
Při sčítání lidu v roce 1921 ve vsi žilo 136 obyvatel (z toho 61 mužů) německé národnosti a římskokatolického vyznání. Podle sčítání lidu z roku 1930 měla vesnice 138 obyvatel: jednoho Čechoslováka, 133 Němců a čtyři cizince. Kromě dvou evangelíků se hlásili k římskokatolické církvi.
| Rok            | 1869 | 1880 | 1890 | 1900 | 1910 | 1921 | 1930 | 1950 | 1961 | 1970 | 1980 | 1991 | 2001 | 2011 | 2021 |
| -------------- | ---- | ---- | ---- | ---- | ---- | ---- | ---- | ---- | ---- | ---- | ---- | ---- | ---- | ---- | ---- |
| Počet obyvatel | 107  | 145  | 132  | 135  | 166  | 136  | 138  | 69   | 82   | 40   | 20   | 16   | 21   | 72   | 103  |
| Počet domů     | 17   | 19   | 21   | 19   | 24   | 24   | 26   | 31   | 31   | 10   | 8    | 6    | 13   | 15   | 27   |

## Obecní správa
Při sčítání lidu v letech 1869–1910 Nivy byly osadou obce Ruprechtov v okrese Karlovy Vary. V letech 1921–1930 byly samostatnou obcí v okrese Karlovy Vary. V roce 1950 byly osadou obce Mezirolí v okrese Karlovy Vary-okolí. Od roku 1960 do 31. prosince 1975 byly častí obce Děpoltovice opět v okrese Karlovy Vary. Od 1. ledna 1976 do 23. listopadu 1990  byly částí města Nová Role v okrese Karlovy Vary. Od 24. listopadu 1990 jsou opět částí obce Děpoltovice v okrese Karlovy Vary.

## Pamětihodnosti
- Kaple
- Smírčí kříž na Čankovském vrchu